# Sarah Wyss
Sarah Wyss (nascida a 3 de agosto de 1988, em Basileia) é uma política suíça do Partido Social Democrata da Suíça (SP). Desde dezembro de 2020 é membro do Conselho Nacional da Suíça.

## Educação e início da vida
Ela nasceu em Basel, mas foi criada em Münchenstein, Basileia-Campo. Depois de inicialmente ter estudado ciências económicas e história, ela obteve um mestrado em Ciências em Estudos Europeus pelo Instituto Europa da Universidade de Basileia em 2015.

## Carreira política
A sua carreira política começou com o SP. Ela presidiu a ala juvenil cantonal do SP, os Jovens Socialistas de Basileia-Cidade entre 2009 e 2012. Em 2012, foi eleita membro do Grande Conselho de Basileia-Cidade, cargo que assumiu em 2013 e foi reeleita em 2016 e 2020. Em novembro de 2020, ela anunciou que não assumiria o cargo e sucederia a Beat Jans no Conselho Nacional.

### Convicções
Ela concentra-se em políticas de saúde e defende políticas regionais de saúde em vez de cantonais.